# Svizzera ai Giochi della XXVII Olimpiade
La Svizzera partecipò ai Giochi della XXVII Olimpiade, svoltisi a Sydney, Australia, dal 15 settembre al 1º ottobre 2000, con una delegazione di 102 atleti impegnati in diciannove discipline.